# 鶴岡洋
鶴岡 洋（つるおか ひろし、1932年〈昭和7年〉9月2日 - 2021年〈令和3年〉2月10日）は、昭和から平成期の政治家。衆院で1期、参院で4期計27年間務めた。

## 経歴
千葉県印旛郡酒々井町出身。千葉県立佐倉高等学校を経て1957年（昭和32年）早稲田大学商学部卒業。同年、日野自動車に入社し、その後、西武鉄道、国土計画で勤務した。公明党参議院議員辻武寿、同北条浩、衆議院議員竹入義勝、同斎藤実の各議員秘書、公明党衆参両院事務局長を務めた。
1969年（昭和44年）第32回衆議院議員総選挙に公明党公認で旧千葉2区から立候補し、初当選。1期務める（1972年および1976年では落選）。
1980年（昭和55年）第12回参議院議員通常選挙に旧全国区へ鞍替え立候補し当選。その後は比例区に転出し4期務める。この間に竹入義勝委員長の下で公明党国民運動局長 、中小企業局長、青年局長を歴任。1989年（平成元年）石田幸四郎委員長の誕生で黒柳明参議院議員団長の下で参議院国会対策委員長に就任。
1994年（平成6年）大久保直彦参議院議員団長に代わって参議院議員団長に就任。12月、旧公明党が新進党結成準備のために「公明新党」と分党したことにより、参議院の非改選議員11人と地方議員3200人で「公明」が結成され、藤井富雄代表の下で鶴岡は幹事長に就任。
1995年（平成7年）7月、参院選で40議席増と躍進した新進党58人と院内統一会派「平成会」を結成し顧問に就任。
1998年（平成10年）1月、参院選を前に藤井代表が退任し、浜四津敏子副代表が代表に就任。鶴岡は幹事長に留任し、非改選13人の黎明クラブを吸収して公明は23人となった。7月の参院選で浜四津代表、鶴岡幹事長の再選などで9議席を獲得し参議院のキャスティングボートを握る。11月に公明は衆議院の会派・新党平和の37人と合流し「公明党」が復活。鶴岡は参議院議員会長に就任。
2000年（平成12年）12月に党副代表に就任。2003年（平成15年）参議院議員会長を退任し常任顧問に就任。2004年（平成16年）6月、通常国会閉会と同時に政界から引退。
2021年2月10日10時40分、肺炎のため千葉県酒々井町の病院で死去、88歳没。

## 国政選挙歴
- 第32回衆議院議員総選挙（千葉県第2区、1969年12月、公明党）当選[4]
- 第33回衆議院議員総選挙（千葉県第2区、1972年12月、公明党）落選[5]
- 第10回参議院議員通常選挙（千葉県地方区、1974年7月、公明党）次点落選[8]
- 第34回衆議院議員総選挙（千葉県第2区、1976年12月、公明党）落選[5]
- 第12回参議院議員通常選挙（全国区、1980年6月、公明党）当選[6]
- 第14回参議院議員通常選挙（比例区、1986年7月、公明党）当選[9]
- 第16回参議院議員通常選挙（比例区、1992年7月、公明党）当選[10]
- 第18回参議院議員通常選挙（比例区、1998年7月、公明党）当選[11]